# 景氏
景氏，是春秋战国时期楚国的一个芈姓氏族，属于楚国的公族，始祖是楚平王庶长子子西，楚平王的完整谥号为「楚景平王」（競坪王），子西就以父亲的谥号中的前一字立氏。
景氏与昭氏、屈氏并称王族三姓，由三闾大夫掌管。战国之后，姓氏合一，景氏衍化为景姓。

## 著名族人
- 競孙旟
- 公孙朝（競之朝）
- 景舍
- 景翠
- 景鲤
- 景阳
- 景差
- 景平王之定
- 競之上
- 景快
- 景驹